# Nenndorf (Landkreis Wittmund)
Nenndorf er en kommune i Samtgemeinde Holtriem i Landkreis Wittmund, i den nordvestlige del af den tyske delstat Niedersachsen.
I kommunen blev der i 1998 opført en vindmøllepark med 35 møller med en effekt på 52,5 megawatt.